# إدورني باسابان
إدورني باسابان ليزاريبار (بالإسبانية: Edurne Pasaban) (طولوسا، غويبوسكوا) ولدت في 1 أغسطس 1973، وهي متسلقة الجبال الإسبانية والمرأة الأولى تاريخياً من حيث صعود الأربعة عشر قمم التي يبلغ ارتفاعها أكثر من 8000 متر، كما تعد المتسلقة الواحدة والعشرون من اجمالي متسلقى هذه الجبال. أكملت مهمتها في غضون 9 أعوام حيث بأت بتسلق قمة جبل إيفرست في 23 مايو من عام 2001 وأنهتها بتسلق شيشا بانجما في 17 مايو 2010.
إيون سون - متسلقة اجبال من كوريا الجنوبية – كانت قد طالبت بحقها ايضاً في نيل هذا اللقب حيث انها نفذت هذه المهمة من قبل ولكن على الرغم من ذلا فقد أٌعطي اللقب لنظيرتها الإسبانية. ويأتي من بعدها الأسترالية جيرليند كالتينبرنر التي في يوم 23 من أغسطس عام 2011 أكملت ما قامت به إيدورني وذلك في ظل عدم استخدام أكسجين إضافي وبرفقة زوجها الذي كان يصحبها دوماً. بينما الاإيطالية نيفيس ميروي، التي تأتي من بعدهم في المركز الثالث حيث دوماً ما كان زوجها رومانو بينيت يصحبها، قد تسلقت فقط 11 قمة من جبال ال 8000 متر.
ويعد التليفيزيون الإسباني (تي في إي) واحد من أهم رعاة إدورني، حيث من خلال برنامجه «على حافة المستحيل» رافق المتسلقة الإسبانية أثناء تسلقاتها الثمانية الأخيرة، من جانب آخر حاربت هذه القناة من اجل التعاقد معها، حيث اذدات شهرتها وأصبحت واحدة من محترفى رياضة تسلق الجبال، ويعد هذا التعاقد بمثابة مساعدة تقنية وجسدية وتكنولوجية للإسبانية إدورني.

## حياتها وطبيعة عملها
تعمل إيدورني ايضاً كمهندسة في التقنية الصناعية، وأجرت لاحقاً ماجستير في مجال إدرارة الأعمال في المدرسة العليا لإدارة وتوجيه الشركات بمدينة برشلونة، وعملت لاحقاً في الشركة التابعة لعائلتها والتي تعمل في مجال آلات البناء. بينما الآن تعمل إيدورني في مدينة برشلونة حيث تقيم مجموعة من المؤتمرات حول نجاحها الشخصي في مجال إدراة الأعمال، وتعد نفسها حالياً لإستقبال لقب «مدرب شخصي» حيث تتدرب يومياً من ثلاثة إلى أربع ساعات في مركز الحصيلة العليا في سانت كوجات بمدينة برشلونة. تعد ايضاً مالكة للمطعم السياحي الريفي إيبليتكس الواقع في مدينة غويبوسكوا. تتدربت إيدورني في مدينة غويبوسكوا، فمنذ بلوغها الأربعة عشر عاماً بدأت بتسلق الصخور في نادي الجبل بمدينة طولوسا ومن ثم، شيئا فشيئاً، توغلت في عالم تسلق الجبال محققة عدد ضخم من التسلقات فائقة الصعوبة مثل: البيرنيوس وجبال الألب وجبال الإنديز والهيمالايا.
سافرت للمرة الأولى في حياتها إلى جبال الإنديز عام 1989 وكانت تبلغ من العمر حينها 16 عامأ، هناك تسلقت الجبل الأبيض (4810 متر) والسيربينر (4478 متر) والجبل الوردي (4614 متر). ببلغوها 17 عاماً وصلت لقمة بركان تشيمبرازر والذي يبلغ ارتفاعه 6310 متر. وعندما بلغت 21 عامًا، في عام 1994، ذهبت للإكوادور من جديد حيث عادت لتسلق كوتوباكسي (5897 متر) والتانجورة (5106 متر) والجواجا بيتشينا (4971 متر). في عام 1998 توجهت للهيمالايا لأول مرة مع نادي الجبل التابع لمدينة طولوسا حيث حاولت تحقيق النصر في تسلق أول جبل يبلغ ارتفاعه ثمانية ألف متر المعروف بأسم دوالاخيري (8168 متر) ولكن كان من الواجب ان تعترف بفشلها في بلوغ القمة بفارق 272 متراً حيث منعتها اكوام الجليد المتكدسة هناك، وظلت لمدة عشرة اعوام في محاولات عدة لتسلق هذه القمة وهو ما حققته في 1 مايو عام 2008.بالإضافة لذلك نشرت ايضاً في عام 2012 كتابها عن التدريب بعنوان «الهدف: الثقة».

## تسلق جبال الثماني ألف متر في الهيمالايا
في يوم 23 مايو من عام 2011 وصلت باسابان لأول قمة ارتفاعها 8000 متر وهي قمة إيفرست (8848 متر) وهذا بمساعدة انابيب الاكسجين وعبر طريق كوديار الجنوب وبرفقة سيلفيو موندينيلي وماريو ميريلي وإنيان باييخو وداوود شيربا. بالنسبة لباسابان كانت هذه المحاولة الثالثة من بعد الفشل في اثنتين سابقتين في عام 1999 وعام 2000 بسبب سوء الاحوال الجوية وعبر طريق مايورى وبدون أكسجين إضافي. وتحولت بذلك إلى المرأة الثالثة من حيث تسلق إيفرست وذلك من بعد الإيردية أوكالي سيجارا في 1996 وشوس لاجو في 1999.
حاوات باسابان في شهر أكتوبر من عام 2001 للمرة الثانية تسلق جبل داولاخيري (8167 متر) للمرة الثانية وذلك برفقة عدد من متسلقى الجبال من بينهم كارلوس سوريا فونتان وبيبي جارثيس وسيلفيو موندينيلي، ولكن من جديد باءت محاولتها بالفشل، وقد جاء الاسوأ عندما اعادت الكرة للمرة الثالثة والتي لقى فيها جارثيس حتفه جراء سقوطه اثناء التسلق. وفي نفس الشهر ترأست باسابان الفريق الذي حاول انتشال جثامين خمسة من متسلقى الجبال باسكوس وناباروس والذين قد لاقو حتفهم في بوموري في الهيمالايا، ولكن توجب عليهم التخلي عن تلك المهمة بسبب خطر الانهيار الوخيم الذي كان يخيم هناك.
تسلقت باسابان الجبل الثاني من جبال الثماني ألف متر وهو جبل ماكالاو (8465 متر) وكان برفقتها سيلفيو موندينيلي وماريو ميريلي وكارلوس باونير وذلك عبر طريق فرانسييس. بينما كانت فاشلة تلك المحاولة لتسلق جبل آنابورنا عبر جدار سور في نفس الوقت. لاحقاً تسلقت جبل تشو أويو (8201 متر) مع خوانيتو أويارزابال وإيفان باييخو وخوسيه رامون أجييري، بينما تحولت تلك الأخرى إلى المرأة الإسبانية الأكثر تسلقاً لجبال الثماني ألف متر.
أكملت باسابان أهدافها الثلاث في عام 2003 وذلك بالوصول لقمة جبل لوتس (8516 متر) في 26 مايو برفقة باييخو وإيون جويكويتكسيا، بينما في ال 19 من يوليو تسلقت جبل جاشربرم الثاني (8035 متر) برفقة أويارزابال، وجدير بالذكر انه في تلك المرتين الأخرتين قد رافقها لأول مرة فريق برنامج «على حافة المستحيل»، حينئذ رتبت باسابان مع أويارزابال تسلق جبل كي-2 (8611 متر)، والذي قد اعدوا فيه توثيق كامل من أجل برنامج «على حافة المستحيل»، وقد تسلقت هذا السابع من جبال الثماني ألف متر والواحد وعشرين من جبال الألب برفقة خوان باييخو وميكيل زابالزا، يوم 26 يوليو من عام 2004.
هي واحدة من خمسة نساء اللاتي تسلقن جبل كي-2 في مايو 2010 وذلك مع الإيطالية نيفيس ميروي واليابانية يوكا كوماتسو والكورية أو- أون سان والنرويجية سيسيلس سكول، حيث ان غالبية اللاتي وصلن لقمة هذا الجبل قد لاقو حتفهن أثنا النزول عنه أو أثناء تسلقات لاحقة مثلما حدث مع المتسلقة البولندية واندا روتيكوزيتش.
بدأت باسابان من جديد في 20 يوليو من عام 2010 في الهيمالايا، حيث تسلقت جبل النانجا باربات (8125 متر) وذلك في رفقة تكونت من جوسو بيريزيارتزو وماريانيه تشابويسات وإستر ساباديل وإيفان باييخو، وكانت الفكرة الرئيسية للذهاب هناك هي محاولة التغلب بعد ذلك عل جبل برود بيك، ولكن صعوبة تحقيقها نتيجة سوء الاحوال الجوية آنذاك جعلهم يضعونها في المرتبة الثانية من حيث الهدف. أثناء عودتها بعد ذلك وقعت باسابان في حالة من الاكتئاب والذي قد جعلها بمقربة خطوة من اتخاذ قرار التخلي عن حلمها وهو الحصول على لقب المرأة الأولى عالمياً في تسلق الأربعة عشر جبل البالغ ارتفاعها 8000 متر، وبعد أن استردت عافيتها قامت باسابان بتسلق الجبل التاسع وهو جبل برود بيك (8047 متر) على الرغم من ذلك فشلت في تسلق جبل شيشا بانجما (8046 متر).
وفي يوم 21 مايو من عام 2008 وصلت لقمة جبل دهالاكيري (8167 متر)، بينما وصلت لقمة جبل ماناسلو (8156 متر) في 5 أكتوبر من عام 2008 وبذلك وبعد ان تسلقت هذا الأخير كانت قد أنهت إحدى عشر جبل من إجمالي أربعة عشر وبالتساوي حينها مع المتسلقة النمساوية جيرليند كالتنبرنر والإيطالية نيفيس ميروي. بعد ذلك عادت من جديد لتحاول هزم عائق الشيشابانجما في الصين ولكنها فشلت في ذلك من جديد نظراً لصعوبة المناخ هناك، حينئذ قررت هي وفريقها تسلق هذا الجبل ولكن من ناحية الجنوب وعبر الطريق البريطاني وذلك بسبب فشلهم من تسلق الوجه الشمالى له.
وفي اواخر شهر مارس من عام 2009 توجهت باسابان إالى نيبال برفقة أصدقائها في البعثة واضعة نصب أعينها تسلق جبل كانغشينجونغا، واحد من الثلاث جبال المتبقين لها، وقد رافقها في تسلقها له عدة متسلقين من بينهم خوانيتو أويارزابال وفيران لاتوري وأليكس تيكسيكون وأسير إزاجييريه وجورج إيجوتشياجا وباسانغ شيربا وزانجمو شيربا، وأثناء التسلق تأثرت باسابان بالتهاب الرغامى والقصبات مما قد أدي إلي إنهاكها أثناء النزول عنه.كان لاتوري هو الأول من حيث الوصول للقمة وذلك تقريباً الساعة الثانية وخمسة واربعين دقيقية ظهراً، يوم 18 مايو، ثم تبعه بعد قرابة ساعتين أويارزابال ثم باسابان ثم إزاجييريه ثم باسانغ، بينما تراجع تيكسيكون لملاحظته أن الليل سيأتي أثناء نزوله عن الجبل، كما توجب على إيجوتشياجا النزول في اليوم السابق لدى وصوله للحقل -4 وهو على ارتفاع 7700 متر حيث كان يعاني من التهاب شعبي حاد، من جانب أخر تحولت باسابان بذلك إلى المرأة الرابعة من حيث الوصول لقمة هذا الجبل وذلك من بعد الأنجليزية جينيت هاريسون في 1988 والنمساوية جيرليند كالتينرنر في 2006 والكورية الجنوبية أو- أون سان في 7 مايو 2009، وأيضاً بذلك تكون قد تسلقت الجبل الثاني عشر من إجمالي أربعة عشر جبل.
و مع قمة جبل كانغشينجونغا أصبحت باسابان أول امراة تتسلق الاثنى عشر قمم التي تعلو 8000 متر. وقبل ذلك بثلاثة أيام كانت قد صعدت هذا الجبل أو ايون سون والتي اضافت عشرة قمم أخرى تعلو 8000 متر. وقد تساوت جيرليندى كالتينبرونر مع باسابان عندما تسلقت قمة جبل لاهوست. بينما كان يجب على نيفيس ميروى الانسحاب والتي أيضا كانت تحاول الوصول إلى قمة جبل كانغشينجونغا وإضافة اثنى عشر قمم تعلو 8000 متر، وذلك عندما اوضح زوجها رومانو بينيت انها تعانى من مشاكل جسدية خطيرة. ونظرا لهذا العائق واملها الضعيف في الشفاء العاجل، صرحت في صيف عام 2009 انها لن تستمر في محاولتها لكى تصبح المرة الأولى في تسلق الاربعة عشر قمم التي تعلو 8000 متر.
و في خريف عام 2009 , حاولت باسابان للمرة الرابعة بمرافقة فيران لاتورى واليكس تكسيكون واسير ايزاغورى وباسانج شيربا وزانجمو شيربا صعود جبل شيشا بانجما (8,046 م) ولكن دون جدوى بسبب سوء الاحوال الجوية. وتزامن قرار التخلى عن المحاولة مع وفاة روبيرتو بيانتونى، وهو عضو بالبعثة الايطالية والتي شاركت معها في معكسر القاعدة، وقد انضم أعضاء بعثة باسابان إلى اصداقء بيانتونى في العمل لاستعادة جسده.
و قد وصلت باسابان مع اسير ايزاغورى واليكس تكسيكون وجواو جارسيا وناتشو اوربيس إلى قمة جبل انابورنا (8,019 م) وذلك يوم السابع عشر من أبريل لعام 2010 , حوالى الساعة العاشرة والنصف حسب التوقيت الاسبانى (وبزيادة ثلاثة ساعات وخمسة واربعون دقيقة في نيبال). وبصعودها قمة جبل انابورنا والتي قد حاولت صعوده سابقا في مايو 2007 , تكون قد تسلقت الثلاثة عشر قمم التي تعلو 8000 متر.
و قد توجت باسابان عند صعودها لقمة جبل شيشا وذلك في محاولتها الخامسة في السابع عشر من مايو لعام 2010 , وبهذا تكون قد تسلقت الاربعة عشر قمم التي تعلو 8000 متر. وقد وصلت إلى القمة مع زملائها في البعثة اسير ايزاغورى واليكس تكسيكون وناتشو اوربيس، وثلاثة من أعضاء البعثة الايطالية وهم (ماريو بانزرى وميشيل كومبجنيونى والبيرتو ماغليانو) وعددا من أعضاء البعثتين الأسبانية واليابانية على التوالى.

## تسلق أعلى من 8000 قدم
- 2010, مايو 17 - شيشابانغما
- 2010, أبريل 17 - أنابورنا
- 2009, مايو 18 - كانغشينجونغا
- 2008, أكتوبر 5 - ماناسلو
- 2008, مايو 1 - دهاولاغيري
- 2007, يوليو 12 - برود بياك
- 2005, يوليو 20 - نانكا بربت
- 2004, يوليو 26 - جبل كي 2
- 2003, يوليو 26 - جبل جاشربرم-1
- 2003, يوليو 19 - جبل جاشربرم-2
- 2003, مايو 26 - جبل وستو
- 2002, أكتوبر 5 - تشو أويو
- 2002, مايو 16 - جبل ماكالو
- 2001, مايو 23 - جبل إفرست

## الجوائز والميداليات
- الجائزة الرياضية لمؤسسة سابينو آرانا عام 2002.
- جائزة «المرأة والرياضة» كأفضل امرأة رياضية للعام في إسبانيا ممنوحة من قبل اللجنة الأوليمبية الإسبانية في عام 2005.
- جائزة ماركا لييندا في عام 2010.
- الجائزة الوطنية الرياضية كأفضل رياضية إسبانية في عام 2010.